# معاهده عدم تعرض

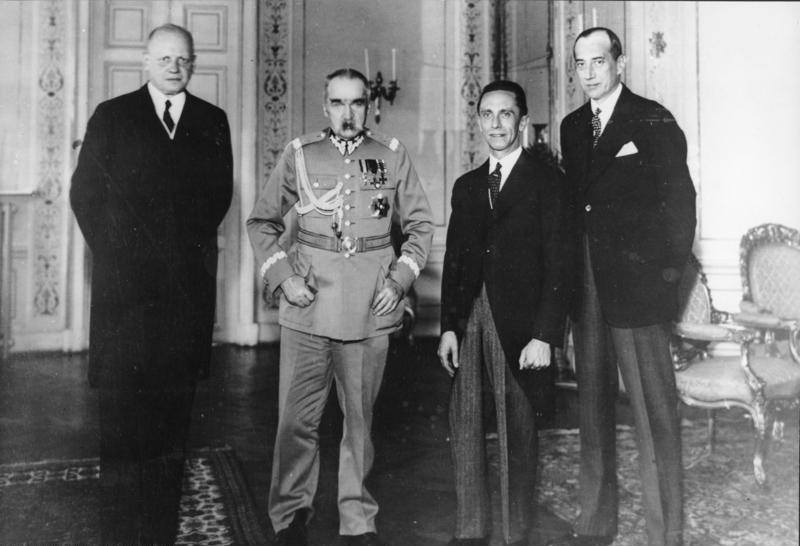
معاهده عدم تعرض آلمان و لهستان، ۱۹۳۴

معاهده عدم تعرض به معاهده بین دو یا چند کشور گفته می‌شود که در آن طرفین معاهده متعهد می‌شود در عملیات‌های نظامی علیه یکدیگر شرکت نکنند. لیدز و دیگران (۲۰۰۲) بین مفاهیم معاهدهٔ عدم تجاوز و معاهدهٔ بی‌طرفی تفاوت قائل شده‌اند و می‌گویند که در پیمان عدم تجاوز به این معنا است که امضا کنندگان به همدیگر حمله نخواهند کرد ولی در معاهدهٔ بی‌طرفی طرفین هیچ اقدام منفی یا حمایتی از نقض منافع طرف دیگر نخواهند کرد.
این معاهدات در دهه‌های ۱۹۲۰ و ۱۹۳۰ بسیار معمول بودند ولی پس از جنگ جهانی دوم استفاده از آن‌ها کاهش یافت. نمونهٔ این معاهدات پیمان مولوتوف-ریبنتروپ است که در سال ۱۹۳۹ بین شوروی و آلمان امضا و در سال ۱۹۴۱ با تهاجم آلمان به شوروی در عملیات بارباروسا زیر پا گذاشته شد.
بنابر پژوهش‌ها، احتمال این‌که قدرت‌های بزرگ جهانی علیه کشورهایی که با آن‌ها قرارداد عدم تجاوز دارند اقدام نظامی انجام بدهند از احتمال عملیات نظامی علیه کشورهایی که با آن هیچ اتحادی ندارند بیشتر است.